# 24734 Каренесс
24734 Каренесс (24734 Kareness) — астероїд головного поясу, відкритий 10 березня 1992 року.
Тіссеранів параметр щодо Юпітера — 3,333.